# Episodi di Crusoe
La prima e unica stagione della serie televisiva Crusoe è stata trasmessa negli Stati Uniti dal 17 ottobre 2008 al 31 gennaio 2009 sulla NBC.
In Italia è stata trasmessa in prima visione assoluta su Rai 2 dal 23 dicembre 2012 al 4 gennaio 2013.
| nº | Titolo originale               | Titolo italiano                            | Prima TV USA     | Prima TV Italia  |
| -- | ------------------------------ | ------------------------------------------ | ---------------- | ---------------- |
| 1  | Rum and Gunpowder (part 1 & 2) | L'isola del tesoro (prima e seconda parte) | 17 ottobre 2008  | 23 dicembre 2012 |
| 2  | Rum and Gunpowder (part 1 & 2) | L'isola del tesoro (prima e seconda parte) | 17 ottobre 2008  | 23 dicembre 2012 |
| 3  | Sacrifice                      | Il sacrificio                              | 24 ottobre 2008  | 24 dicembre 2012 |
| 4  | The Mutineers                  | Ammutinati                                 | 31 ottobre 2008  | 25 dicembre 2012 |
| 5  | High Water                     | Alta marea                                 | 7 novembre 2008  | 26 dicembre 2012 |
| 6  | Long Pig                       | Sopravvivenza                              | 14 novembre 2008 | 27 dicembre 2012 |
| 7  | Bad Blood                      | Paradiso perduto                           | 21 novembre 2008 | 28 dicembre 2012 |
| 8  | Heroes & Villains              | Eroi e canaglie                            | 6 dicembre 2008  | 29 dicembre 2012 |
| 9  | The Name of the Game           | Giovane guerriero                          | 20 dicembre 2008 | 31 dicembre 2012 |
| 10 | Smoke and Mirrors              | Susannah                                   | 10 gennaio 2009  | 1º gennaio 2013  |
| 11 | The Hunting Party              | La battuta di caccia                       | 17 gennaio 2009  | 2 gennaio 2013   |
| 12 | The Traveler                   | Il viaggiatore                             | 24 gennaio 2009  | 3 gennaio 2013   |
| 13 | The Return                     | Il ritorno                                 | 31 gennaio 2009  | 4 gennaio 2013   |